# شتيفان فيلد
شتيفان فيلد (بالألمانية: Stefan Feld)‏ هو مصمم ألعاب ألماني، ولد في 1970 في غينغنباخ في ألمانيا.

## وصلات خارجية
- الموقع الرسمي